# Mike Brant

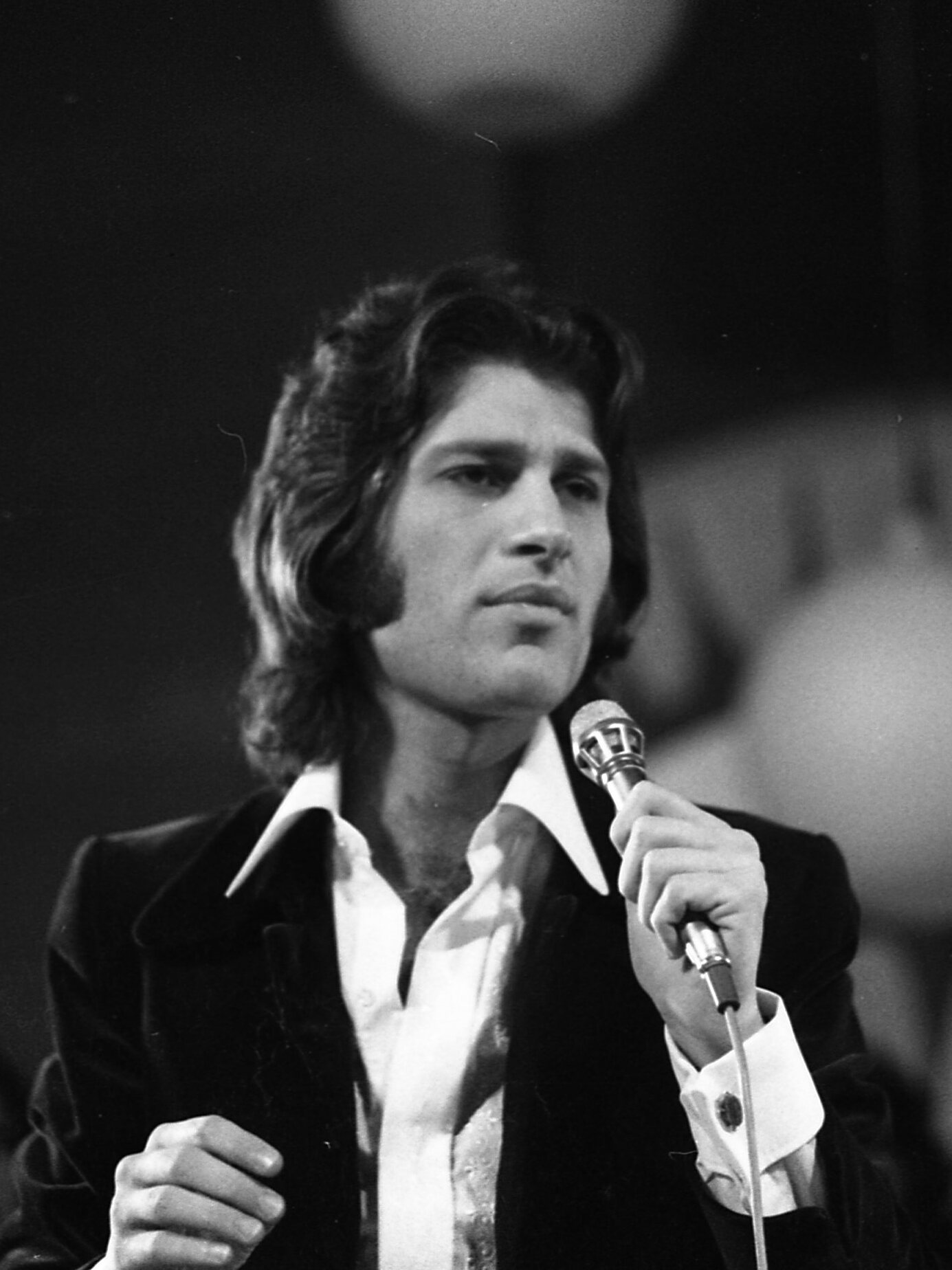
Mike Brant, 1972

Mike Brant (französisch [majk brɑ̃t]; hebräisch מייק ברנט; geboren 2. Februar 1947 in Nikosia, Republik Zypern; gestorben 25. April 1975 in Paris, Frankreich; eigentlich Moshe Michael Brand, auch bekannt unter dem Künstlernamen Mike Sela hebräisch מייק סלע) war ein populärer israelischer Chanson- und Schlagersänger. Er zählte von 1970 bis 1975 zu den erfolgreichsten Sängern Frankreichs. Seine Stimme war voluminös und ausdrucksstark. Brant nahm hauptsächlich Platten in Französisch auf, aber auch in Deutsch und Englisch. 

## Leben
Brant wurde in einem Flüchtlingslager auf Zypern geboren und wuchs in Haifa (Israel) auf. Seine Eltern stammten aus Polen, seine Mutter war eine Überlebende des Konzentrationslagers Auschwitz. Vom Wehrdienst war Brant wegen eines Magenleidens befreit. Seine Bewerbung, bei den Unterhaltungstruppen der israelischen Streitkräfte als Sänger zu dienen, war erfolglos. Mit anderen jungen Musikern trat er unter dem Künstlernamen Mike Sela zunächst in Nachtclubs und Hotelbars auf und verdiente seinen Lebensunterhalt mit Gelegenheitsarbeiten als Verkäufer, Bauarbeiter und Museumswärter. 
Im Jahr 1968 bildete Jonathan Karmon, der Direktor des Kulturpalasts von Tel Aviv, eine Gruppe junger Musiker, darunter Brant, die mit israelischen Liedern auf Welttournee gingen. Nach einem Jahr verließ Brant die Truppe und sang im Hotel Hilton in Tel Aviv, wo er vom Besitzer des Nachtclubs Baccara in Teheran entdeckt und dorthin engagiert wurde. In Teheran sah ihn die Sängerin Sylvie Vartan, die ihn schließlich für den französischen Musikmarkt entdeckte und im Jahr 1969 ermutigte, nach Paris zu kommen. 
In Frankreich gelang ihm 1970 sein erster Hit, Laisse-moi t’aimer. Danach folgten weitere auf Nummer eins der Hitparaden platzierte Lieder, darunter Qui saura und C’est ma prière (1972), Rien qu’une larme und Tout donné, tout repris (1973) sowie Dis-lui, eine Coverversion von Feelings von Morris Albert (1975).
1970 belegte Brant mit Mais dans la lumière beim Grand Prix RTL International den ersten Platz; mit dem Lied erreichte er im selben Jahr Platz 34 der deutschen Charts. Danach nahm er Singles wie Liebe will mehr und Au revoir für den deutschen Markt auf, fand damit jedoch kaum Anklang. In Frankreich wurde er 1973 zum Sänger des Jahres gewählt.
Mike Brant beging 1975 Suizid und wurde in Haifa beerdigt. Seitdem wurden zahlreiche Kompilationen seiner Lieder veröffentlicht. Zudem war er in Israel Thema von zwei Theaterstücken, Mike von Gadi Inbar (2008) und Laisse-moi t'aimer von Eldad Ziv (Anfang der 1990er Jahre).

## Diskografie

### Alben
- 1970: Mike Brant (FR: Platin)
- 1974: Toutes les couleurs
- 1974: 74
- 1975: Spécial disque d’or
- 1976: Mike Brant (andere Trackliste als beim gleichnamigen Album von 1970)
- 2000: Laisse-moi t’aimer – Le meilleur de Mike Brant
- 2009: Talents
- 2009: Master série
- 2010: L’intégrale

### Kompilationen
| Jahr | Titel                      | Höchstplatzierung, Gesamtwochen, AuszeichnungChartsChartplatzierungen (Jahr, Titel, Platzierungen, Wochen, Auszeichnungen, Anmerkungen) | Anmerkungen                                  |
| Jahr | Titel                      | FR | Anmerkungen                                  |
| ---- | -------------------------- | --- | -------------------------------------------- |
| 2002 | L’essentiel                | FR76 (1 Wo.)FR | Erstveröffentlichung: Februar 2002           |
| 2011 | Disque d’or                | FR141 (6 Wo.)FR | Erstveröffentlichung: 11. November 2011      |
| 2012 | Éternel                    | FR88 Gold · (4 Wo.)FR | Erstveröffentlichung: 23. April 2010         |
| 2013 | Les plus grandes chansons  | FR65 (2 Wo.)FR | Erstveröffentlichung: Januar 2013            |
| 2013 | Laisse-moi chanter!        | FR111 (7 Wo.)FR | Erstveröffentlichung: 29. März 2013          |
| 2014 | L’inoubliable              | FR31 (38 Wo.)FR | Erstveröffentlichung: 31. Oktober 2014       |
| 2018 | Un grand bonheur – Best Of | FR85 (4 Wo.)FR | Doppel-CD Erstveröffentlichung: 25. Mai 2018 |
| 2021 | Anthologie                 | FR178 (1 Wo.)FR | Erstveröffentlichung: 12. März 2021          |

Weitere Kompilationen
- 1972: L’album d’or
- 1995: 20ème anniversaire (FR: ×2Doppelplatin )
- 2008: Platinum Collection
- 2009: Best Of (3 CDs)
- 2020: Anthologie (CDs)

### Singles
| Jahr | Titel Album            | Höchstplatzierung, Gesamtwochen, AuszeichnungChartplatzierungen (Jahr, Titel, Album, Platzierungen, Wochen, Auszeichnungen, Anmerkungen) | Höchstplatzierung, Gesamtwochen, AuszeichnungChartplatzierungen (Jahr, Titel, Album, Platzierungen, Wochen, Auszeichnungen, Anmerkungen) | Anmerkungen                         |
| Jahr | Titel Album            | DE | CH | Anmerkungen                         |
| ---- | ---------------------- | --- | --- | ----------------------------------- |
| 1970 | Mais dans la lumière – | DE34 (5 Wo.)DE | — | Erstveröffentlichung: Dezember 1970 |
| 1972 | C’est ma prière –      | — | CH2 (14 Wo.)CH | Erstveröffentlichung: Dezember 1972 |

## Auszeichnungen für Musikverkäufe
| Goldene Schallplatte - Belgien - 2000: für das Album 25ème Anniversaire - Frankreich - 1978: für das Album ? - 1990: für das Album 15ème Anniversaire - 2005: für das Album Qui Saura - 2006: für das Album Opération Premium Toupargel - 2006: für das Videoalbum Mike Brant Forever 2× Goldene Schallplatte - Frankreich - 2001: für das Album 25ème Anniversaire | Platin-Schallplatte - Frankreich - 1980: für das Album Rien Qu’une Larme - 1995: für das Album Master Série – Vol. 1 - 2008: für das Videoalbum Qui Saura 2× Platin-Schallplatte - Frankreich - 1994: für das Videoalbum 15ème Anniversaire - 2004: für das Videoalbum Laisse-Moi T’Aimer |

Anmerkung: Auszeichnungen in Ländern aus den Charttabellen bzw. Chartboxen sind in ebendiesen zu finden.
| Land/RegionAuszeichnungen für Musikverkäufe (Land/Region, Auszeichnungen, Verkäufe, Quellen) | Gold     | Platin       | Verkäufe  | Quellen                     |
| -------------------------------------------------------------------------------------------- | -------- | ------------ | --------- | --------------------------- |
| Belgien (BRMA)                                                                               | Gold1    | —            | 15.000    | ultratop.be                 |
| Frankreich (SNEP)                                                                            | 8× Gold8 | 10× Platin10 | 2.435.000 | infodisc.fr snepmusique.com |
| Insgesamt                                                                                    | 9× Gold9 | 10× Platin10 |           |                             |